# Lucien Hubbard
Lucien Hubbard (22 dezembro de 1888 — 31 de dezembro de 1971) foi um produtor cinematográfico e roteirista. Ele é mais conhecido por produzir Wings, pelo qual recebeu o primeiro Oscar de melhor filme. Lucien produziu e escreveu noventa e dois filmes ao longo de sua carreira. Ele morava na mesma casa em Beverly Hills até o dia que ele morreu.

## Filmografia parcial
- Terror of the Range (1919) (escritor)
- The Climbers (1919) (escritor)
- Outside the Law (1920) (escritor)
- The Fox (1921) (escritor)
- The Trap (1922) (escritor)
- The Thundering Herd (1925) (escritor)
- Wings (1927) (produtor)
- Rose-Marie (1928) (diretor)
- The Mysterious Island (1929) (diretor, escritor)
- Smart Money (1931) (escritor)
- The Squaw Man (1931) (escritor)
- The Star Witness (1931) (escritor)
- The Women in His Life (1933) (produtor)
- Lazy River (1934) (produtor e escritor)
- Operator 13 (1934) (produtor)
- Murder in the Private Car (1934) (produtor)
- Kind Lady (1935) (produtor)
- A Family Affair (1937) (produtor)
- The Texans (1938)
- Gung Ho! (1943) (escritor)